# Pandanajeng
Pandanajeng is een bestuurslaag in het regentschap Malang van de provincie Oost-Java, Indonesië. Pandanajeng telt 3923 inwoners (volkstelling 2010).